# Benkali Kaba
Pour les articles homonymes, voir Kaba.
Benkali Kaba, né le 17 février 1959 à Dakar, est un ancien joueur de basket-ball professionnel franco-sénégalais. Il mesure 1,98 m et joue au poste d'ailier.

## Biographie
Né d'une mère guinéenne, Benkali Kaba grandit dans une famille pauvre. La survie est leur quotidien. Son père meurt quand il a 16 ans. Sa mère doit se débrouiller pour nourrir la grande famille. D'abord joueur de foot, c'est à 16 ans qu'on l'initie au basket. 
Benkali Kaba fait partie de l'équipe du Sénégal remportant le tournoi de basket-ball des Jeux africains de 1978 à Alger et participant au Championnat du monde masculin de basket-ball 1978.  En 1979, il est nommé meilleur joueur de basket-ball sénégalais, et est repéré par le club de la Jeanne d'Arc de Vichy qu'il rejoint. Il a une carrière internationale en France, à Vichy, Orthez, Reims, et Nancy et évolue en équipe de France, participant notamment aux Jeux olympiques d'été de 1984. Avec l'aide d'un ancien ami, Amadou Gallo Fall, il monte un centre de basket à Thiès : la Seed Academy, où il forme et entraine de jeunes Sénégalais, d'où sortiront deux joueurs draftés à la NBA, formés par Kaba.

## Clubs
- 1979 - 1980 :  Vichy (Nationale 1)
- 1980 - 1988 :  Orthez (Nationale 1)
- 1988 - 1991 :  Reims (Nationale 1)
- 1991 - 1992 :  Nancy (Nationale 1B)

## Équipe nationale
- Ancien international sénégalais (1978)
- Ancien international français (32 sélections, 169 points - 1981-1984)

## Palmarès
- Médaille d'or aux Jeux africains de 1978 à Alger